# نیکولا کالینیچ (بازیکن بسکتبال)
نیکولا کالینیچ (سیریلیک صربی: Никола Калинић، زاده ۸ نوامبر ۱۹۹۱) بازیکن بسکتبال اهل صربستان است.
وی سابقه عضویت در تیم‌هایی همچون ستاره سرخ و فنرباغچه را دارد.